# Jiří Vilém Braniborský
Jiří Vilém Braniborský (3. listopadu 1595, Cölln an der Spree – 1. prosince 1640, Královec, Prusko) byl braniborský markrabě, kurfiřt a pruský vévoda v letech 1619–1640. Pocházel z rodu Hohenzollernů.

## Mládí
Jiří Vilém se narodil jako nejstarší dítě vévody Jana Zikmunda I. a princezny Anny Pruské. Když jeho otec Jan Zikmund roku 1619 zemřel, měl již Jiří Vilém za sebou vzdělání absolvované ve Frankfurtu nad Odrou a první státnické zkušenosti, když pět let působil jako místodržící v Klévském vévodství.

## Vnitřní politika
Nejednalo se o zvlášť výrazného a schopného politika. Ani neklidná doba probíhající třicetileté války tomu nepřála. Skrze území Braniborska pochodovaly cizí armády a často docházelo k bezuzdnému drancování a plundrování zasaženého území. Obyvatelstvo tím značně trpělo a došlo k velkému úbytku obyvatel. Ten byl ještě umocněn pravidelně se opakujícím morem, který sem často přicházel s cizími vetřelci. Jiří Vilém se proto rozhodl roku 1638 přesídlit s celým dvorem do válkou nezasaženého a relativně klidného Pruského vévodství. Zde se usídlil v Královci, kde ho také v prosinci 1640 zastihla smrt (údajně vodnatelnost).

## Zahraniční politika
V zahraniční politice byl braniborsko-pruský vladař neustále nucen ohlížet se na své silnější sousedy a jejich požadavky. Po svém nástupu na trůn se v září 1621 dostavil do Varšavy, kde složil hold svému lennímu pánovi, polskému králi Zikmundovi Vasovi (Pruské vévodství bylo formální součástí Polského království, tento akt musel opakovat ještě roku 1633, kdy nastoupil nový polský král Vladislav IV. Vasa).
Hlavní problémem však byla třicetiletá válka, která vyplnila celou vládu Jiřího Viléma. Snažil se zůstat neutrálním mezi Svatou říší římskou, ve které vládli Habsburkové, Švédskem Gustava II. Adolfa, jemuž byl dokonce švagrem, a protestantskými vladaři severního Německa. Po roce 1631, ač s nechutí, se stal spojencem Švédů. Švédský král Gustav II. Adolf však roku 1632 padl v bitvě u Lützenu a iniciativa přešla na stranu Habsburků. Roku 1633 Jiří Vilém kapituloval před vojsky Albrechta z Valdštejna, rok nato po habsburském vítězství u Nordlingenu vypověděl alianci se Švédy a následně 30. května 1635 spolupodepsal s Ferdinandem II. Pražský mír.
Po jeho odchodu do Pruska roku 1638 řídil Braniborsko jeho osobní kancléř Adam ze Schwarzenbergu (1583–1641), jednalo se prakticky o osobní diktaturu, která ještě více zbídačila již tak vyčerpanou zemi. Jeho moc pak byla omezena až po smrti Jiřího Viléma novým panovníkem Fridrichem Vilémem I.

## Potomci
Jiří Vilém se 24. července 1616 v Heidelbergu oženil s Alžbětou Šarlotou Falckou (1597–1660), dcerou kurfiřta Fridricha IV. Falckého. Měli čtyři děti:
- Luisa Šarlota (13. září 1617 – 29. srpna 1676), ⚭ 1645 Jakub Kettler (28. října 1610 – 1. ledna 1682), vévoda kuronský a zemgalský
- Fridrich Vilém (6. února 1620 – 29. dubna 1688), vládce Braniborska-Pruska,
⚭ 1646 Luisa Henrietta Oranžská (7. prosince 1627 – 18. června 1667), nizozemská princezna
⚭ 1668 Žofie Dorotea Šlesvicko-Holštýnsko-Sonderbursko-Glücksburská (28. září 1636 – 6. srpna 1689)
- Hedvika Žofie (14. července 1623 – 26. června 1683), ⚭ 1649 lankrabě Vilém VI. Hesensko-Kasselský (23. května 1629 – 16. července 1663)
- Jan Zikmund (*/† 1624)

## Vývod z předků
|                        |                                    |  |                                   |                                   |  |  |  |  |  |  |  | Jáchym II. Hektor Braniborský |
|                        |                                    |  |                                   |                                   |  |  |  |  |  |  |  |                               |
|                        | Jan Jiří Braniborský               |  |                                   |                                   |  |  |  |  |  |  |  |                               |
|                        |                                    |  |                                   |                                   |  |  |  |  |  |  |  |                               |
|                        |                                    |  |                                   | Magdalena Saská                   |  |  |  |  |  |  |  |                               |
|                        |                                    |  |                                   |                                   |  |  |  |  |  |  |  |                               |
|                        | Jáchym Fridrich Braniborský        |  |                                   |                                   |  |  |  |  |  |  |  |                               |
|                        |                                    |  |                                   |                                   |  |  |  |  |  |  |  |                               |
|                        |                                    |  |                                   | Fridrich II. Lehnický             |  |  |  |  |  |  |  |                               |
|                        |                                    |  |                                   |                                   |  |  |  |  |  |  |  |                               |
|                        | Žofie Lehnická                     |  |                                   |                                   |  |  |  |  |  |  |  |                               |
|                        |                                    |  |                                   |                                   |  |  |  |  |  |  |  |                               |
|                        |                                    |  |                                   | Žofie Braniborsko-Ansbašská       |  |  |  |  |  |  |  |                               |
|                        |                                    |  |                                   |                                   |  |  |  |  |  |  |  |                               |
|                        | Jan Zikmund Braniborský            |  |                                   |                                   |  |  |  |  |  |  |  |                               |
|                        |                                    |  |                                   |                                   |  |  |  |  |  |  |  |                               |
|                        |                                    |  |                                   | Jáchym I. Braniborský             |  |  |  |  |  |  |  |                               |
|                        |                                    |  |                                   |                                   |  |  |  |  |  |  |  |                               |
|                        | Jan Braniborsko-Küstrinský         |  |                                   |                                   |  |  |  |  |  |  |  |                               |
|                        |                                    |  |                                   |                                   |  |  |  |  |  |  |  |                               |
|                        |                                    |  |                                   | Alžběta Dánská                    |  |  |  |  |  |  |  |                               |
|                        |                                    |  |                                   |                                   |  |  |  |  |  |  |  |                               |
|                        | Kateřina Braniborsko-Küstrinská    |  |                                   |                                   |  |  |  |  |  |  |  |                               |
|                        |                                    |  |                                   |                                   |  |  |  |  |  |  |  |                               |
|                        |                                    |  |                                   | Jiří V. Brušvicko-Wolfenbüttelský |  |  |  |  |  |  |  |                               |
|                        |                                    |  |                                   |                                   |  |  |  |  |  |  |  |                               |
|                        | Kateřina Brušvicko-Wolfenbüttelská |  |                                   |                                   |  |  |  |  |  |  |  |                               |
|                        |                                    |  |                                   |                                   |  |  |  |  |  |  |  |                               |
|                        |                                    |  |                                   | Marie Württembergská              |  |  |  |  |  |  |  |                               |
|                        |                                    |  |                                   |                                   |  |  |  |  |  |  |  |                               |
| Jiří Vilém Braniborský |                                    |  |                                   |                                   |  |  |  |  |  |  |  |                               |
|                        |                                    |  |                                   |                                   |  |  |  |  |  |  |  |                               |
|                        |                                    |  | Fridrich I. Braniborsko-Ansbašský |                                   |  |  |  |  |  |  |  |                               |
|                        |                                    |  |                                   |                                   |  |  |  |  |  |  |  |                               |
|                        | Albrecht Braniborsko-Ansbašský     |  |                                   |                                   |  |  |  |  |  |  |  |                               |
|                        |                                    |  |                                   |                                   |  |  |  |  |  |  |  |                               |
|                        |                                    |  |                                   | Žofie Jagellonská                 |  |  |  |  |  |  |  |                               |
|                        |                                    |  |                                   |                                   |  |  |  |  |  |  |  |                               |
|                        | Albrecht Fridrich Pruský           |  |                                   |                                   |  |  |  |  |  |  |  |                               |
|                        |                                    |  |                                   |                                   |  |  |  |  |  |  |  |                               |
|                        |                                    |  |                                   | Erik I. Brunšvicko-Lüneburský     |  |  |  |  |  |  |  |                               |
|                        |                                    |  |                                   |                                   |  |  |  |  |  |  |  |                               |
|                        | Anna Marie Brunšvicko-Lüneburská   |  |                                   |                                   |  |  |  |  |  |  |  |                               |
|                        |                                    |  |                                   |                                   |  |  |  |  |  |  |  |                               |
|                        |                                    |  |                                   | Alžběta Braniborská               |  |  |  |  |  |  |  |                               |
|                        |                                    |  |                                   |                                   |  |  |  |  |  |  |  |                               |
|                        | Anna Pruská                        |  |                                   |                                   |  |  |  |  |  |  |  |                               |
|                        |                                    |  |                                   |                                   |  |  |  |  |  |  |  |                               |
|                        |                                    |  |                                   | Jan III. Klevský                  |  |  |  |  |  |  |  |                               |
|                        |                                    |  |                                   |                                   |  |  |  |  |  |  |  |                               |
|                        | Vilém z Jülich-Cleves-Bergu        |  |                                   |                                   |  |  |  |  |  |  |  |                               |
|                        |                                    |  |                                   |                                   |  |  |  |  |  |  |  |                               |
|                        |                                    |  |                                   | Marie z Jülichu-Bergu             |  |  |  |  |  |  |  |                               |
|                        |                                    |  |                                   |                                   |  |  |  |  |  |  |  |                               |
|                        | Marie Eleonora Klevská             |  |                                   |                                   |  |  |  |  |  |  |  |                               |
|                        |                                    |  |                                   |                                   |  |  |  |  |  |  |  |                               |
|                        |                                    |  |                                   | Ferdinand I. Habsburský           |  |  |  |  |  |  |  |                               |
|                        |                                    |  |                                   |                                   |  |  |  |  |  |  |  |                               |
|                        | Marie Habsburská                   |  |                                   |                                   |  |  |  |  |  |  |  |                               |
|                        |                                    |  |                                   |                                   |  |  |  |  |  |  |  |                               |
|                        |                                    |  |                                   | Anna Jagellonská                  |  |  |  |  |  |  |  |                               |
|                        |                                    |  |                                   |                                   |  |  |  |  |  |  |  |                               |